# Inma Moraleda
Inmaculada Moraleda Pérez, Sabadell (Barcelona) 10 de mayo de 1969 es una política española, socialista y feminista, miembro del Partido Socialista de Cataluña. 

## Biografía
Es diplomada en Gestión y Administración Pública. En 1987 entró a formar parte de la Asociación de Jóvenes Estudiantes de Cataluña. En 1989 fue fundadora de la asociación Dones Joves y fue primera secretaria de la Juventud Socialista de Cataluña en la Federación de Barcelona.
Desde 1995 ha asumido diferentes responsabilidades como concejala del Ayuntamiento de Barcelona: juventud, mujer, usos del tiempo y concejala de distrito en Horta-Guinardó y Sants-Montjuic.
En el año 2000 lideró desde la Comisión Interdepartamental de la Mujer de la Diputación de Barcelona una campaña en la que participaron una veintena de ayuntamientos, pionera en la lucha contra la violencia de género y durante toda su trayectoria política ha destacado en la defensa de las políticas de igualdad.
En febrero de 2015 se anunció que no repetiría en la lista del PSC de Barcelona liderada por Jaume Collboni, vencedor de las primarias.
Como Diputada Provincial ha presidido las áreas de Igualdad y Ciudadanía y de Bienestar Social en la Diputación de Barcelona (2003-2011).
Ha sido miembro de la Comisión Ejecutiva del PSC al frente de la Secretaria de Política de las Mujeres.
En la actualidad es asesora del equipo de gobierno del Ayuntamiento de Santa Coloma de Gramenet, en la Dirección de Políticas de Participación Ciudadana y miembro del Grupo Impulsor del Fórum Social Metropolitano.